# HD 54893
HD 54893，又名CD-39 3105，SAO 197632、HR 2702，是一颗恒星，视星等为4.83，位于銀經250.69，銀緯-13.83，其B1900.0坐标为赤經7h 5m 29.5s，赤緯-39° -13.83′ 42″。